# Richard Musgrave
Richard Musgrave (Königstein im Taunus, Alemania; 14 de diciembre de 1910 - Santa Cruz, California; 15 de enero de 2007) nacido como Richard Abel Musgrave, fue un economista conocido por sus contribuciones a la teoría de la hacienda pública. También prestó sus servicios en la Reserva Federal de los Estados Unidos.

## Reseña biográfica

### Nacimiento e infancia
Richard Musgrave nació el 14 de diciembre de 1910 en la localidad de Königstein, hijo del químico Curt Abel Musgrave y con dos abuelos judíos, convertidos al catolicismo. Durante su juventud desarrolló carisma por sus tres aficiones principales: el cine, la filosofía y la economía, a la que finalmente se dedicaría el resto de su vida.
Comenzó sus estudios en las universidades alemanas de Múnich y Heidelberg, donde se graduó en 1933, y solicitó plaza en universidades estadounidenses para diversificar su formación y, sobre todo, para escapar del régimen nazi. Primero estudió en Rochester, Nueva York, y luego en Harvard, donde se licenció en Economía en 1937. Una vez finalizada su formación, dedicó los primeros cuatro años de su carrera profesional a la investigación en la Reserva Federal y a la enseñanza en la Universidad de Míchigan, donde continuó investigando y desarrollando sus tratados en Hacienda Pública. Los acontecimientos políticos en Europa le llevaron a establecerse definitivamente en Estados Unidos.
Su obra más destacada es "Teoría de la Hacienda Pública" (1965), aún hoy tomado como referencia en la enseñanza de la economía pública y teorías sobre Hacienda Pública.

## Carrera en economía
Según el economista americano Martin Feldstein, «Richard Musgrave transformó la economía en los años 50 y 60 a partir de un asunto descriptivo e institucional, que utiliza las herramientas de la microeconomía y la macroeconomía keynesiana para entender el efecto de los impuestos» (20 de enero de 2007). 
Es a partir del documento de 1939 Teoría del cambio voluntario en la economía pública que se origina 'El marco en tres funciones de Musgrave'. Dicho marco parte de la premisa de que la actividad gubernamental en materia económica debe estar dividida en tres funciones o ramas: la estabilidad de indicadores macroeconómicos (inflación y desempleo), la redistribución equitativa de la renta y la asignación eficiente de recursos. Al hacer esta distinción entre las responsabilidades del gobierno, se reduce el ámbito de investigación sobre la asignación de impuestos.
En 1957 Musgrave publica su obra Teoría múltiple de determinación del presupuesto, en la que incluye el concepto de 'bien de interés social o bien preferente', que desde entonces ha sido ampliamente tratado por otros teóricos del campo de la economía.
La contribución en materia económica realizada por Musgrave a lo largo de su vida, y especialmente durante la posguerra, han estado reforzadas por su amplia formación en diferentes países (Alemania, Austria, Italia y Suecia), así como por su trabajo en las finanzas alemanas.

## Premios y reconocimientos
Richard Musgrave fue elegido miembro de la Academia Americana de las Artes y las Ciencias, miembro honorario de la Asociación Nacional de Impuestos, y presidente honorario del Instituto de Finanzas Públicas (1978). Galardonado con el premio Frank E Seidman en Economía Política (1981), doctor honoris causa por la Universidad de Alleghany, Universidad de Heidelberg, Universidad de Milán, de la Universidad de Míchigan y la Universidad de Múnich, fue profesor emérito de Harvard hasta su muerte, y profesor adjunto de la Universidad de California en Santa Cruz.
Musgrave fue designado miembro distinguido de la American Economic Association en 1978, junto con William S. Vickrey. Una declaración que lo acompaña se refirió a él como "el padre indiscutible de Organización Industrial Economía moderna".
El Instituto Internacional de Finanzas Públicas creó un premio en 2003 para conmemorar la labor realizada por Richard y su esposa.

## Obra publicada
- Buchanan, James M. & Musgrave, Richard A. (1999). Finanzas Públicas y Elección Pública: Dos visiones contrastantes del Estado. MIT Press.
- Musgrave, Richard A. (1959). La Teoría de la Hacienda Pública: Un Estudio en Economía Pública.
- Musgrave, Richard A. y Musgrave, Peggy B. (1973). Finanzas Públicas en Teoría y Práctica.
- Musgrave, Richard A. (1973): Sistema Fiscales.
- Musgrave, R. A. (2008). "Las finanzas públicas". El Nuevo Diccionario Palgrave de Economía.